# میراث الف‌ها
میراث الف‌ها (انگلیسی: Elven Legacy) یک بازی ویدئویی استراتژی نوبتی است که توسط پارادوکس اینتراکتیو منتشر شده‌است. این بازی در آوریل ۲۰۰۹ برای ویندوز منتشر شد.